# Pra (rzeka w Rosji)
Pra (ros. Пра)– rzeka w europejskiej części Rosji o długości 167 km. Przepływa przez obwód riazański i moskiewski, jest lewym dopływem Oki. Powierzchnia zlewni wynosi 5520 km². Pra zamarza pod koniec listopada i pozostaje skuta lodem do kwietnia.